# Persuctobelba monster
Persuctobelba monster är en kvalsterart som beskrevs av Sandór Mahunka 2000. Persuctobelba monster ingår i släktet Persuctobelba och familjen Suctobelbidae. Inga underarter finns listade i Catalogue of Life.